# Хекатей от Кардия
Вижте пояснителната страница за други личности с името Хекатей.
Хекатей (на старогръцки: Ἑκαταῖος, Hekataios; † между 323 и 309 пр.н.е.) е тиран на милетийската колония Кардия, която се намира в северния край на тракийския Херсонес (днес: Галиполи) през 4 век пр.н.е.

## Управление
Той управлява по времето на Филип II и Александър Велики. През 350 пр.н.е. противникът му, бащата на младия Евмен, бяга от тирана на македонския двор, където Евмен се издига и става доверено лице на Александър.
Хекатей е верен васал и през 336 пр.н.е. Александър Македонски го изпраща да изключи неговия враг Атал в Мала Азия.
През есента 323 пр.н.е. той е изпратен в Мала Азия от Антипатър, за да повика намиращия се там по това време генерал Леонат с войските му в Европа, за боевете против Атина в Ламийската война. Той му занася и предложението за женитба на принцеса Клеопатра Македонска. Намиращия се там в свитата на Леонат генерал Евмен от Кардия се оттегля и не го придружава в Гърция от страх, да не го убие Антипатър по нараждане на Хекатай.
Кардия е разрушена през 309 пр.н.е. от Лизимах. Най-късно по това време Хекатей вероятно е вече мъртъв.